# Chiredzi
Chiredzi è un centro abitato dello Zimbabwe, situato nella Provincia di Masvingo.